# Abidjan
Abidjan és la capital econòmica de la Costa d'Ivori, ja que la capital administrativa és Yamoussoukro, també és la ciutat amb més habitants de l'Àfrica Occidental Francesa, en va ser la capital administrativa de 1933 a 1983; també és la capital del Districte Autònom d'Abidjan. Situada a 5° 25′ N i 4° 2′ O, s'aixeca vora la llacuna d'Ébrié, damunt diverses penínsules i illes adjacents, connectades per ponts. Forma part del Districte d'Abidjan.
Té 4.707.000 habitants (2014) que representa el 20% de la població total i 5.060.858 a l'aglomeració (estimació de 2006), cosa que en fa la ciutat més poblada de l'Àfrica Occidental després de Lagos (Nigèria) i una de les més habitades del continent africà.
Té un important port de mar, connectat a la costa del golf de Guinea, un dels principals de la regió. Les indústries principals són l'alimentària, automobilística, tèxtil i química, en què destaca la producció de sabons. Al departament d'Abidjan també hi ha una important refineria de petroli. Prop del port hi ha també l'Aeroport Internacional de Port Bouët.
Un temps una de les ciutats més pròsperes i pacífiques de l'Àfrica, a partir del començ de la guerra civil del 2002 ha esdevingut en una de les més perilloses del continent, amb episodis d'avalots contra la població estrangera i una greu augmentació de la criminalitat.

## Història

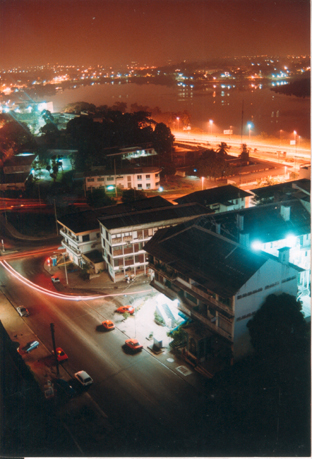
Vista nocturna del modern centre urbà de Le Plateau, el barri dels negocis, vora la llacuna d'Ébrié

La ciutat va créixer arran de la construcció d'un nou moll el 1931 i a causa de la seva designació com a capital de la colònia francesa el 1933. La inauguració del canal de Vridi el 1951 va permetre un important creixement del seu port, que passava a estar connectat amb el mar. El 1983, Yamoussoukro fou designada la nova capital estatal, però la majoria de les oficines del Govern i les ambaixades encara són a Abidjan.

## Llocs d'interès
La ciutat és la seu de la Universitat d'Abidjan, de diversos instituts tècnics, de la biblioteca nacional i de diversos museus.
Com a llocs destacats trobem la catedral de Saint-Paul (projectada per Aldo Spiritom), el Museu Municipal d'Art Contemporani de Cocody i la reserva forestal del Parc du Banco. El barri de Le Plateau és conegut pels seus gratacels, fet inusual a l'Àfrica Occidental. És el centre de negocis d'Abidjan. Amb les seves botigues de categoria i les terrasses dels cafès, Le Plateau és el lloc preferit dels passavolants. El barri és també la seu de diversos bancs.
El metro d'Abidjan és una xarxa de trànsit ràpid de 37,5 km que donarà servei a la capital econòmica ivoriana, la construcció del qual va començar el novembre del 2017, amb l'inici del servei de passatgers previst el 2022 –2023.